# Dear my friends/80's Pure
『Dear my friends／80's Pure』（ディア・マイ・フレンズ／エイティーズ・ピュア）は、Ricken'sの1枚目のシングル。

## 解説
- ツインボーカル+ツインギターデュオによる衝撃のデビューシングル。初回盤はDVD付き。「Dear my friends」はテレビ神奈川『新車情報』エンディングテーマ。

## 批評
CDジャーナルは「リッケンバッカー抱えて、とにかく青春的、60年代ロック的、メロディアス、甘酸っぱい世界を作っていて妙に新鮮」と評した。

## 収録曲
1. Dear my friends
作詞・作曲：佐々木收　編曲：Ricken's
2. 80's Pure
作詞・作曲：石田匠　編曲：Ricken's
3. Ah ha ha!
作詞・作曲：石田匠　編曲：Ricken's
4. heaven knows
作詞・作曲：佐々木收　編曲：Ricken's